# Фонд Альфреда Слоуна
Фонд Альфреда Слоуна (англ. Alfred P. Sloan Foundation) — американская благотворительная некоммерческая организация.
По состоянию на декабрь 2010 года активы фонда составляют 1,7 млрд. долларов США.

## История
Организация основана в 1934 году Альфредом Слоуном, генеральным директором компании General Motors в то время.
Фонд Слоуна является спонсором Слоуновского цифрового небесного обзора (SDSS).
В марте 2008 года Фонд Альфреда Слоуна пожертвовал $3 000 000 фонду «Викимедиа».

## Стипендия Слоуна
Программа Alfred P. Sloan Research Fellowship была учреждена А. Слоуном в 1955 году и является старейшей программой фонда и одной из старейших подобных в США. На 2002 год 26 из её стипендиатов (Sloan Fellows) стали впоследствии Нобелевскими лауреатами.